# Ballechin House
Ballechin House era una finca de estilo georgiano ubicada cerca de Grandtully, en el condado escocés de Perthshire, y construida en 1806, en el sitio de una antigua casa señorial que había sido propiedad de la familia Steuart desde el siglo XV.

## Historia
En 1834, Robert Steuart (1806-1876) heredó la casa y la alquiló mientras servía en el Ejército del Raj británico en la India. Durante su estadía fuera, Steuart llegó a creer en la reencarnación. Regresó a casa en 1850 y vivió allí con numerosos perros: se dice que declaró que regresaría en forma de perro. El comandante Steuart no estaba casado, pero los rumores locales vinculaban su nombre con el de su ama de llaves, mucho más joven, que murió allí en 1873. Tras la muerte de Steuart, la casa fue heredada por su sobrino John Skinner, quien asumió el nombre de Steuart. Temiendo que su tío se reencarnara en la forma de uno de sus perros, el nuevo dueño supuestamente les disparó a todos. De esta historia surgió la leyenda de que Robert Steuart se vio obligado a rondar la casa como un espíritu incorpóreo. El primer embrujo reportado en la casa tuvo lugar en 1876; el testigo era una sirvienta de la casa.

## Investigaciones
En 1897, John Crichton-Stuart, tercer marqués de Bute, organizó una investigación de la casa con la ayuda de investigadores paranormales de la Sociedad para la Investigación Psíquica. Ballechin House era conocida como "la casa más encantada de Escocia", con varias similitudes con el embrujo de la Rectoría de Borley, incluida la supuesta aparición de una monja fantasmal. El equipo de investigadores lo conformaban el coronel Lemesurier Taylor y la célebre Ada Goodrich Freer. En 1899, los fenómenos de la casa fueron serializados por el diario The Times en la colección llamada "The Alleged Haunting of B ---- House", editado por Crichton-Stuart y Freer, que reflejaba los avances de la investigación gracias a los aportes recogidos por el diario de trabajo de Freer.
J. Callender Ross, que se había quedado en la casa, declaró a The Times que no había evidencia de disturbios sobrenaturales y consideró que toda la investigación era fraudulenta. La Sociedad retiró material de un volumen de sus Procedimientos sobre la investigación y denunció a Freer. El investigador psíquico Frederic W. H. Myers, que originalmente apoyó la investigación, escribió en una carta a The Times que "dudaba mucho de que hubiera algo paranormal" en la casa. Trevor H. Hall reveló que Freer era una investigadora poco confiable, había engañado a la Sociedad, plagiado material y mentido sobre su propia vida.
Ballechin House estaba deshabitada en 1932, y la mayor parte de la casa fue demolida en 1963, después de un incendio, dejando solo las antiguas dependencias de servicio.